# Rhyacophila singularis
Rhyacophila singularis là một loài Trichoptera trong họ Rhyacophilidae. Chúng phân bố ở miền Cổ bắc.